# The Last of Us Part II
The Last of Us Part II (укр. Останні з нас: Частина 2) — відеогра жанру action-adventure з елементами survival horror і стелс-екшену від третьої особи. Розроблена Naughty Dog і видана Sony Interactive Entertainment ексклюзивно для ігрової консолі PlayStation 4 19 червня 2020 року. Це друга частина серії і пряме сюжетне продовження гри The Last of Us.
Дія гри відбувається через 5 років після подій першої частини і через 25 років після глобальної катастрофи — пандемії, викликаної мутацією грибка кордицепсу на території колишніх Сполучених Штатів Америки. Згідно з сюжетом гри, основна частина серії буде мати місце в Сіетлі, а починатися в Джексоні. Головною героїнею є дівчина Еллі, якій на момент подій сиквела виповнилося 19 років. Джоел — протагоніст оригінальної частини, виступає персонажем другого плану й фігурує на початку. Основною темою другої частини серії є ненависть і її подолання, на відміну від першої, де основна тема будувалася навколо любові, в конкретному випадку між Еллі та Джоелом.

## Ігровий процес
The Last of Us Part II — це пригодницький бойовик з елементами survival horror і стелс-екшену від третьої особи. Дія гри відбувається в постапокаліптичному світі через двадцять п'ять років після спалаху кордицепсної церебральної інфекції. Протягом більшої частини гри, гравці контролюють Еллі, а її супутники контролюються штучним інтелектом.
На відміну від першої частини гри, в The Last of Us Part II цілковито новий ігровий процес, насиченіший і динамічніший. Цього разу гра сфокусована на елементах стелсу і виживання. З підтвердження розробників, в грі відіграє велику роль напруженість, інтерактивність і реалізм. Так, наприклад, ключем до виживання головної героїні гри Еллі є її здатність спритно пересуватися, приховуючись від ворогів, яка стала важливою частиною бойової системи — ця перевага дає можливість проникати у вузькі отвори, залазити під автомобілі, взаємодіяти з навколишнім середовищем і ховатися в траві, але при цьому рослинність не гарантує залишитися непоміченими, все залежить від висоти трави і її щільності, а також на прихованість впливає освітлення. Щоб бої здавалися реалістичнішими і напруженішими, був поліпшений штучний інтелект супротивників. Вони здатні перемовлятися один з одним за допомогою свисту і сленгу, повідомляючи місце розташування героїні та називаючи один одного по імені. Ця зміна збільшило динаміку бойової системи і стелсу. Також вони використовують навколишнє середовище, взаємодіють з об'єктами і спокійно пересуваються по всій локації, а не в рамках певної ділянки, як це було в попередній частині.
Однією з провідних особливостей в грі також є надання гравцям численних варіантів кожного бою. Конфронтація — не єдиний спосіб пройти гру, у гравців також є можливість відступити, при цьому на кожному рівні є спеціальні місця для відступу. За заявою розробників, в грі відсутні безпечні місця. Таким чином, протягом усього проходження, гравці не зможуть відчувати себе в цілковитій безпеці і знати де саме на них чатує загроза. Своєю чергою в грі була доопрацьована і розширена система майстрування, був доданий новий тип зброї, такої як розривні стріли. Також розробники поліпшили візуальну складову гри, особливо завдяки новим досягненням в сфері захоплення рухів, анімації осіб стали деталізованішими, а внутрішні відображення в очах — реалістичніше. В процесі геймплею також можна буде розглянути емоційний і фізичний стан Еллі. Локації в грі значно розширилися і розраховані на вертикальний геймплей, а битви в ближньому бою стали набагато інтенсивніше — у гравця тепер є більше вибору в підході до вивчення «безпрецедентно реалістичного» світу, а також при підготовці до зіткнення з противниками. Стелс-механіка і стратегічна складова також були покращені.
За словами розробників, в The Last of Us Part II був масштабно перероблений власний рушій, розробивши абсолютно нові геймплейні елементи: бойова механіка і анімація створена з нуля, а стелс тепер працює на основі «аналогової» системи, підготовлена абсолютно нова бойова система. Унікальна перевага бойової системи в грі полягає в широкій варіативності і можливості прораховувати різноманітні дії, що відкриваються в залежності від конкретної ситуації. Навколишній світ при цьому став більшим, реалістичним і збагаченим різними деталями. Розробники відзначають переконливий реалізм, вертикальність і свободу простору. В ігровому процесі, противники стали ще небезпечніші, вони реагують на що відбуваються навколо події, перемовляються і всіляко обмінюються інформацією. У грі також з'являться нові види заражених, вони становлять небезпеку не тільки для Еллі, але і для її противників, а боротьба відбувається на два фронти — як проти заражених, так і проти здорових людей.
У порівнянні з оригінальною грою, в The Last of Us Part II з'явилися спеціальні кнопки для ухилення і стрибка, які дають перевагу в разі відступу і в сутичці в ближньому бою. Це дозволяє Еллі урізноманітнити своє проходження локацій, які стали вертикальнішими. Гравцеві також доведеться бути гранично обережним зі здоров'ям; якщо в Еллі поцілить стріла, то вона залишиться в тілі до того моменту, коли вдасться її вийняти, при цьому, якщо стріла все ж залишиться, то стан здоров'я буде стрімко гіршати.

### Багатокористувацький режим
Під час виставки «E3 2018» було офіційно підтверджено, що в грі буде присутній багатокористувацький режим гри «Фракції» (англ. Factions). У січні 2019 року, стало відомо що режим як і в першій частині, отримає кастомізацію персонажів і внутрішньоігровий магазин.

## Сюжет
Дія гри починається в Джексоні, де і закінчилися події першої частини The Last of Us. Минуло близько чотирьох років, Еллі виповнилося 19. На новому місці вона намагається налагодити особисте життя, ставши частиною місцевої громади, а також входить до загону патрульних разом з Джоелем. Вона налаштовує стосунки з Діною, котра нещодавно пішла від хлопця Джессі. Взимку, під час чергового патрулювання, Джоел і його брат Томмі зникають. Еллі з подругою Діною вирушають розшукати їх. Тим часом учасники Фронту звільнення Вашингтона, Еббі та Оуен, виявляють Джексон. Оуен вирішує приховати це відкриття, тоді як Еббі самотужки вирушає на розвідку і стикається в околицях із зараженими.
Джоел і Томмі зустрічають Еббі й допомагають їй відбитися від заражених. Утрьох вони дістаються до прихистку, де виявляється, що Еббі — дочка одного з учених організації «Світляки», Джеррі, вбитого чотири роки тому Джоелом. Еббі стріляє в Джоела, а потім до смерті б'є його. Спільники Еббі схоплюють Еллі та б'ють її, а потім тікають, боячись аби жителі Джесона не прийшли на допомогу. Еллі просить Томмі зібрати загін і помститися, але той заперечує, бо тоді місто лишиться без захисників.
Навесні Томмі вирушає в Сіетл. Еллі та Діна вирушають за ним. В Сіетлі, натрапивши на групу заражених, Еллі змушена зізнатися, що має імунітет до інфекції. У відповідь Діна зізнається, що приховує свою вагітність. Наступного дня стається сутичка з ворожими розвідниками. Вбивши кількох, Еллі знаходить у них фото Еббі та вирішує помститися за Джоела. Діні стає зле, тож Еллі лишає її і намагається самотужки наздогнати Томмі. Вистежуючи члена групи Еббі — Нору, аби випитати інформацію, Еллі зустрічає релігійних фанатиків «Шрамів», які прагнуть захопити Сіетл. Еллі розшукує Нору та пробує вибити інформацію про місце знаходження Еббі, а також дізнається, що Нора — колишня учасниця «Світляків».
Пізніше Еллі в пошуках Еббі натикається на членів її групи — Оуена і Мел. Еллі вбиває обох, але дізнається що Мел була вагітна, і картає себе. Після зустрічі з Діною, Джессі й Томмі, вони вирішують повернутися в Джексон, але потрапляють в засідку, підлаштовану Еббі. Джессі гине, а Томмі опиняється в полоні. Час повертається у минуле. Еббі згадує, як три дні тому Оуен, який слідкував за «Шрамами», зник безвісти. Місцевий ватажок Айзек розкрив Еббі, що Оуен імовірно перейшов на бік «Шрамів». Тоді Еббі вирішила потай розшукати його і зустріла «Шрамів» — Яру і її брата Лева, а потім і самого Оуена. Той розчарувався у війні угрупувань і вирішив відплисти на яхті в Санта-Барбару, де ймовірно перебувають вцілілі «Світляки».
Ярі зламали руку під час бійки Серафітами, тому Еббі передає її на піклування Оуену з Мел, а сама вирушає з Левом у шпиталь за ліками. Після того, як руку Ярі доводиться ампутувати Лев покидає їх, аби побачитися зі своєю матір'ю. Еббі з Ярою вирушають за Левом і наздоганяють саме тоді, коли збожеволіла мати намагається вбити його. В цей момент починається штурм поселення «Шрамів» силами Фронту звільнення Вашингтона. Яра жертвує собою, аби Еббі з Левом встигли втекти. В теперішній час Еббі стріляє в Томмі і в рукопашній бійці перемагає Еллі й Діну, але відмовляється вбити її, зрозумівши, що Діна вагітна. Вона відпускає їх, наказуючи забиратися з Сіетлу.
За кілька місяців Еллі й Діна живуть на фермі, виховуючи новонароджену дитину Діни. Томмі приносить їм відомості, що Еббі перебуває в Санта-Барбарі. Еллі вирішує покинути ферму, щоб помститися Еббі за Джоела. Діна відмовляє її, проте Еллі не слухає. Тим часом, Еббі та Лев прибувають в Санта-Барбару і дізнаються розташування «Світляків». Вони прямують на острів Каталіну, але їх ловить банда розбійників. Еллі вбиває розбійників, після чого виходить на поєдинок з Еббі. Але Еббі відмовляється битися і тоді Еллі погрожує вбити Лева. Еббі захищає його, що спонукає Еллі відмовитися від помсти аби не примножувати насильство.
Коли Еллі повертається на ферму, то не виявляє там ні Діни, ні її дитини. Востаннє зігравши на гітарі, Еллі також покидає ферму.

### Головні герої
- Еллі (Ешлі Джонсон) — головна героїня гри, дівчина, котра володіє імунітетом до кордицепсної інфекції. З часу дій першої частини гри пройшло п'ять років, тут Еллі вже 19 років. Вона входить в загін патрульних у містечку Джексон і веде звичайне підліткове життя, намагаючись почати все заново і налагодити особисте життя зі своєю подругою Діною[17].

- Джоел (Трой Бейкер) — контрабандист, головний девтерагоніст в грі.

- Яра (Вікторія Грейс) — колишній член релігійного культу «Серафіти» (16 років). Покинула групу з невідомих причин[18].

- Лев (Іен Александер) — молодший брат Яри (13 років), покинув разом зі своєю сестрою релігійний культ «Серафіти» з невідомих причин[18].

- Емілі (Емілі Своллоу) — член релігійного культу «Серафіти», групи, покликаної стерти всі «гріхи» в світі після епідемії. Була вбита Ярою в смертельній сутичці[18].

- Еббі (Лора Бейлі) — донька вченого «Світляків» Джеррі Андерсона, котрий розробляв вакцину. На початку гри вбиває Джоела за те, що той убив її батька. Вона дуже розвинена фізично.

- Діна (Шеннон Вудворд) — подруга і нове захоплення Еллі. Вагітна від Джессі, з котрим порвала стосунки[19].

- Джессі (Стівен Чанг) — начальник патрульних, один з приятелів Еллі і її подруги Діни[19].

### Антагоністи
- «Серафіти» (англ. Seraphites) — є небезпечною групою культистів. Вважають себе невинними, а за гріхи карають стратою. Відрізняються сильною вірою і агресією, вони дуже небезпечні і смертоносні. Серафіти мають власну систему спілкування. Важливу інформацію вони повідомляють один одному за допомогою свисту і власного сленгу, розшифрувати який не можуть інші. Вони повідомляють один одному, наприклад, своє місце розташування або місце, де знаходиться противник. Через це не можна заздалегідь дізнатися, які дії вони збираються зробити[11]. Перша поява «Серафітів» було в другому трейлері гри під час Paris Games Week 2017, де наочно продемонстрували їх жорстокий метод розправи. Потім, «Серафіти» з'явилися також в геймплей трейлері, де вони ритуально виконують кару невідомої людини і полюють на Еллі, вони називають її «вовчицею» (англ. Wolf)[20], в смертельній сутичці Еллі вдається нейтралізувати членів групи і перед тим як був убитий останній з них, він встиг сказати «Ти ж знаєш, це земля жертвопринесень», що підтверджує їхні релігійні спонукання. За словами провідного дизайнера гри Ріккі Камбіера, який займався створенням образу релігійної групи, у «Серафітів» є власна «мета існування», подібно до реального світу де можна побачити як релігійні групи об'єднуються, ведені за мету і між ними є певна єдність[21].

- «Світляки» (англ. Fireflies) — на час подій гри організація розклалася на окремі банди. Багато з них приєдналися до інших угрупувань. Їхній головний хірург Джеррі Андерсон був убитий раніше Джоелом, позбавивши «Світляків» можливості створити вакцину. Донька Джеррі, Еббі, відплачує Джоелу, вбивши його, за що Еллі прагне помститися.

- «Заражені» (англ. Infected) — перелік заражених ворогів розширився новими різновидами: вибуховими «волоцюгами» (Shamblers) та «королем щурів» (Rat King), який складається зі зрощених між собою менших заражених.

## Розробка
Довгий час після релізу оригінальної частини гри не було визначеності в продовженні ігрової франшизи The Last of Us. Так, в лютому 2014 року в інтерв'ю порталу Eurogamer сценарист і творчий директор The Last of Us Ніл Дракман підтвердив, що ймовірність появи продовження існує, проте чи буде це пряме продовження першої частини або ж зовсім нова гра у всесвіті, він не деталізував. У червні 2015 року на заході MetroCon актор Нолан Норт, який брав участь в озвучуванні Девіда з оригінальної гри, побічно підтвердив розробку продовження. Однак наприкінці вересня 2015 року в інтерв'ю журналу PlayStation Magazine Ніл Дракман заявив, що розробка сиквела студії не ведеться. 28 червня 2018 року в одному з інтерв'ю JeuxActu, геймдизайнер Емілія Шац пояснила, що незабаром після закінчення роботи над першою частиною гри, невелика команда з Naughty Dog відразу ж почала присвячувати себе розробці другої частини гри, таким чином попереднє виробництво почалося ще в 2013 році.
3 грудня 2016 року відбувся офіційний анонс на виставці PlayStation Experience. Під час виступу Naughty Dog Ніл Дракман заявив, що в грі використовується одна з найпросунутіших технологій захоплення лицьовій анімації в світі. Також композитор попередньої частини Густаво Сантаолалья повернеться до роботи, попри професійну звичку не повертатися до старих проєктів. 30 жовтня 2017 року на виставці Paris Games Week показали другий трейлер гри, в якому фігурують чотири нових персонажі: Яру (у виконанні Вікторії Грейс), Лев (Іен Александер), Емілі (Емілі Суоллоу) і невідомий персонаж, який грає Лора Бейлі. Дракманн заявив, що всі нові персонажі є невіддільною частиною такого подорожі Еллі і Джоела.
За словами Ніла Дракмана, після закінчення розробки Uncharted: The Lost Legacy всі співробітники Naughty Dog трудяться над The Last of Us Part II.
22 лютого 2018 року під час виступу на «DICE Summit 2018», провідний сценарист гри Ніл Дракман заявив, що новим джерелом натхнення для діалогів в грі стала чорна комедія «Кінець *** го світу» (англ. The End Of The F *** ing World) від Netflix яка справила великий вплив на сиквел The Last of Us Part II.
12 червня 2018 року гра була представлена на виставці Sony «E3 2018», де вперше представили ігровий процес гри. Крім геймплею в трейлері, на цей раз не обійшлося і без яскравої демонстрації схильності головної героїні Еллі до представниць своєї ж статі — тема, яка була повною мірою розкрита ще в сюжетному доповненні до першої частини гри. У сцені, в якій Еллі цілує іншу жінку на ім'я Діна (Шеннон Вудворд), було відзначено, що створення реалістичного вигляду поцілунку на екрані було складним завданням для анімації, оскільки камери для захоплення руху не дозволяли наблизитися одна до одної під час реалізації поцілунку. Критики також високо оцінили покращену графіку, штучний інтелект ворогів і бойові дії, показані в трейлері. 13 червня 2018 року Naughty Dog офіційно підтвердив, що в грі буде присутній багатокористувацький режим гри. На прес-конференції також стало відомо, що дата анонсу НЕ буде оголошена, поки гра не буде великою мірою готова до випуску.
14 червня 2018 року розробники Naughty Dog Курт Маргенау і Ентоні Ньюман представили нові подробиці про гру, показаної на конференції Sony; головною новою деталлю стало те, що вороги, що з'явилися в трейлері геймплею, є «Серафіти» (англ. Seraphites), членами небезпечного релігійного культу, а також стало відомо, що головна героїня гри Еллі буде єдиним ігровим персонажем в грі.
11 липня 2018 року Naughty Dog офіційно підтвердив, що протягом частини гри головну героїню Еллі буде супроводжувати невідомий NPC-напарник.

## Музичний супровід
Музичний супровід для гри створюється композитором Густаво Сантаолалья (ісп. Gustavo Santaolalla), який працював також над оригінальним саундтреком першої частини гри. Одна з його перших композицій для The Last of Us Part II прозвучала в дебютному геймплей трейлері гри на виставці Sony «E3 2018».
У геймплей трейлері The Last of Us Part II, також прозвучали композиції «Little Sadie» і «Ecstasy» у виконанні американської групи Crooked Still, в кат-сцени з танцями, показана на конференції «E3 2018». Композиція «Through the Valley», американського співака Шона Джеймса і групи «The Shapeshifters», була представлена в якості пісні до анонсує трейлера гри який показали на виставці PlayStation Experience 2016, в кавер виконанні Ешлі Джонсон. Під час виставки Paris Games Week 2017, також була виконана американська народна пісня «Wayfaring Stranger» в кавер виконанні Трой Бейкера і Ешлі Джонсон. У червні 2018 року лейблом Mondo Records, з обмеженим тиражем, вийшов сингл на 7" вініловій платівці, що містить дві пісні.
| Сторона А | Сторона А      | Сторона А     | Сторона А  |
| #         | Назва          | Автор         | Тривалість |
| --------- | -------------- | ------------- | ---------- |
| 1.        | «Little Sadie» | Crooked Still | 2:35       |

| Сторона Б | Сторона Б                 | Сторона Б           | Сторона Б  |
| #         | Назва                     | Автор               | Тривалість |
| --------- | ------------------------- | ------------------- | ---------- |
| 2.        | «The Last of Us (Cycles)» | Густаво Сантаолалья | 2:34       |
| 5:09      |                           |                     |            |

## Відгуки та нагороди
| Агрегатор  | Оцінка |
| ---------- | ------ |
| Metacritic | 95/100 |

| Видання        | Оцінка |
| -------------- | ------ |
| Destructoid    | 8.5/10 |
| Game Informer  | 10/10  |
| GameRevolution | [ 62 ] |
| GameSpot       | 8/10   |
| GamesRadar+    | [ 64 ] |
| IGN            | 10/10  |
| VentureBeat    | 95/100 |
| VG247          | [ 67 ] |

### Критика
Після показу декількох трейлерів, гра не раз зазнавала критики і через присутність надмірної жорстокості і високий рівень насильства. Креативний директор Ніл Дракман вирішив прокоментувати таку критику в одному з інтерв'ю Kotaku заявивши, що все показане було задумано саме таким чином, а насильство має відштовхувати, а не привертати.
|  | Ми створюємо гру про цикл насильства, і ми робимо заяву про насильницькі дії та вплив, який вони мають... [ідея] полягала в тому, щоб гравець відчув відразу від частини насильства, яке він сам вчиняє. |

У квітні 2020 року з'явився фальшивий витік інформації, повідомлений начебто родичем когось із розробників. У ньому повідомлялося, що в грі зображається християнська гомофобна й расистська секта, котра вбиває коханку Еллі і та вирушає помститися за неї. Джерело повідомляло нібито представники ЛГБТ мали значний вплив на розробників. За іншими чутками, Еббі є транссексуалом, а Ніл Дракман використав свій образ для персонажа Менні, супутника Еббі. Дракман пізніше відгукнувся, що в усіх цих чуток імовірно єдине джерело і вони втомили його.
Після виходу The Last of Us Part II зібрала дуже високі оцінки критиків, здобувши середній бал на агрегаторі Metacritic 95 балів зі 100. В той же час оцінки гравців обвалили рейтинг до 4,1 з 10. На думку багатьох гравців, графіка і дизайн гри дуже якісні та скрупульозні, однак сюжет надто простий, порівняно з першою частиною. Також частину гравців обурило вбивство Джоела та фінал гри. Разом з тим продажі в перший тиждень на 76 % перевищили продажі першої частини. Запуск The Last of Us Part II став найуспішнішим запуском відеогри року у Великій Британії. Вже через тиждень продажі впали на 80 %, але гра залишилася на першому місці за продажами на британському ринку.
IGN назвали гру «шедевром, достойним попередниці», оцінивши її в 10/10. The Last of Us Part II «розвиває ігровий процес, кінематографічну оповідь та багатий дизайн світу оригіналу». Крім того відзначалося численні налаштування для зручної гри людям з обмеженими можливостями.
Destructoid описав її як «одну з найприємніших AAA-ігор на сьогоднішній день». Kotaku відзначалося, що коли оригінальна The Last of Us була історією про людяність, то продовження — історія про те, як легко її зруйнувати, виправдовуючи ненависть і брехню захистом того, що любиш. Раніше Kotaku дорікали Naughty Dog за обман у трейлері гри: в одній зі сцен там показано Джоела, тоді як у грі замість нього присутній Джессі, а Джоел на той час уже давно мертвий. Після випуску гри Naughty Dog було викрито у завищенні якості графіки в демонстрації на E3 2018, тоді як у фінальній версії графіку помітно спрощено.
Гра, як засвідчують внутрішньоігрові досягнення, була пройдена повністю 58 % власників, що є свого роду показником якості, адже гравці були зацікавлені в досягненні фіналу. Тоді як для інших популярних ігор ця частка складає від 28 % до 53 %.

### Нагороди
У січні 2017 року PlayStation Blog нагородив The Last of Us Part II в категорії «Найочікуваніша гра року». Пізніше в тому ж році гра отримала ту ж саму нагороду на церемонії нагородження Golden Joystick Awards і The Game Awards. 2 липня 2018 року гра була нагороджена за досягнення в галузі графіки та за досягнення в області звуку від Game Critics Awards. У листопаді 2018 року, на церемонії вручення нагород Golden Joystick Awards 2018, гра була номінована в категорії «Найочікуваніша гра року», посівши друге місце за підсумками голосування. У грудні 2018 року, гра також перемогла в категорії «Найочікуваніша гра» на церемонії вручення нагород Gamers' Choice Awards 2018.
| Дата                   | нагорода                    | Категорія                    | результат |
| ---------------------- | --------------------------- | ---------------------------- | --------- |
| Січень 2017 року       | PlayStation Blog            | Найочікуваніша гра           | Перемога  |
| 17 листопада 2017 року | Golden Joystick Awards 2017 | Найочікуваніша гра           | Перемога  |
| 7 грудня 2017 року     | The Game Awards 2017        | Найочікуваніша гра           | Перемога  |
| 2 липня 2018 року      | Game Critics Awards 2018    | Особлива нагорода за графіку | Перемога  |
| 2 липня 2018 року      | Game Critics Awards 2018    | Особлива нагорода за звук    | Перемога  |
| 16 листопада 2018 року | Golden Joystick Awards 2018 | Найочікуваніша гра           | Номінація |
| 9 грудня 2018 року     | Gamers 'Choice Awards 2018  | Найочікуваніша гра           | Перемога  |

## Продажі
У вихідні після випуску The Last of Us Part II було продано понад чотири мільйони копій по всьому світу, ставши ексклюзивом для PlayStation 4, який найшвидше продавався, обійшовши за той самий період Marvel ’s Spider-Man (3,3 млн) і God of War (3,1 млн). Це був найбільший запуск у 2020 році для фізичних і цифрових продажів. У версії для PlayStation Store The Last of Us Part II була найзавантажуванішою грою для PlayStation 4 у Північній Америці та Європі в червні;  у липні стала п’ятою у Північній Америці та десятою у Європі у листопаді, та восьмою у Північній Америці та сьомою у Європі; і в цілому за 2020 рік посіла шосте місце в Північній Америці та восьме місце в Європі. У Сполучених Штатах це була найпродаваніша гра червня 2020 року та третя найпродаваніша гра року протягом двох тижнів, генеруючи найвищі продажі за перший місяць року. До серпня 2020 року вона стала третьою найкасовішою грою для PlayStation у Сполучених Штатах після Marvel's Spider-Man і God of War. Загалом, це була шоста найбільш продавана гра року в Сполучених Штатах; третя найбільш продавана гра для консолей PlayStation і найбільш продавана гра лише для PlayStation 4. До червня 2022 року продали понад 10 млн копій гри по всьому світу.
У Сполученому Королівстві The Last of Us Part II стала найшвидше продаваною фізичною грою для PlayStation 4, обійшовши попереднього рекордсмена Uncharted 4 щонайменше на 1% і The Last of Us на 76%; це була восьма найбільш продавана гра року в країні з 543 218 проданими копіями, і сьома за фізичними продажами. Знижка ціни в лютому 2021 року призвела до того, що гра потрапила у фізичний чарт Великої Британії на третє місце, показавши зростання в 39,92 рази. У Японії The Last of Us Part II виявилася найбільш продаваною грою протягом першого тижня, приблизно 178 696 фізичних копій. У Німеччині було продано понад 200 000 примірників у червні 2020 року і 500 000 до грудня 2020 року. В Австралії гра посіла восьме місце за кількістю продажів року та третє за фізичними продажами.

## Артбук
«Світ гри The Last of Us Part II» (англ. The Art of the Last of Us Part II) — артбук про відеогру, від американського видавництва «Dark Horse Books». Авторства студії, яка розробляла гру — «Naughty Dog».
Узимку 2019—2020 року, українське видавництво «MAL'OPUS» анонсувало видання локалізованої версії артбуку.
Синопсис
|                     | Розкрийте найпотаємніші подробиці безжалісної подорожі Еллі постапокаліптичною пусткою Америки! Артбук «Світ гри The Last of Us Part II» — це найповніше видання оригінального арту з коментарями розробників, що проведе вас за лаштунками створення найочікуванішої відеогри року для PlayStation 4. Скористайтеся нагодою роздивитися процес розроблення гри студією Naughty Dog на різних етапах: починаючи ранніми концептами та нарисами; закінчуючи фінальними варіаціями персонажів, локацій, зброї та іншого. |
| — «MAL'OPUS» (2020) | |